# 23322 Дуїнгсева
23322 Дуїнгсева  (23322 Duyingsewa) — астероїд головного поясу, відкритий 20 січня 2001 року.
Тіссеранів параметр щодо Юпітера — 3,380.